# 松代駅
松代駅（まつしろえき）は、長野県長野市松代町松代にあった長野電鉄屋代線の駅（廃駅）である。駅番号はY6。
路線が廃止となった後も、駅舎やホーム等の設備は残され観光案内所やバスの待合所として利用されている。線路は撤去され旧駅構内は松代城公園の駐車場として利用されている。以下、駅に関する記述はいずれも鉄道駅としての営業当時のものである。

## 歴史
- 1922年（大正11年）6月10日：河東鉄道により開業[1]。
- 1926年（大正15年）9月30日：河東鉄道と長野電気鉄道の合併により、長野電鉄が発足したことに伴い、河東線の駅となる。
- 1973年（昭和48年）4月1日：貨物営業廃止。
- 1983年（昭和58年）8月14日：手小荷物営業廃止。
- 1990年（平成2年）12月2日：「汽車ポッポ」の歌碑が設置される[2]。
- 2002年（平成14年）9月18日：路線名改称により屋代線の駅となる。
- 2012年（平成24年）4月1日：屋代線廃止により廃駅[1]。
- 2025年（令和7年）：駅舎解体（予定）[3]。

## 駅構造
単式・島式の複合2面3線のホームと留置線を有する地上駅。有人駅であった（駅員配置時間は7:00-21:00）。戦時中は不要不急線として休止される予定だったが、松代大本営建設のために休止は返上され、貨物輸送に利用された。留置線はその際に敷設されたもの。なお駅員に申請すれば、レンタサイクルを利用することが可能になっていた（17:00まで）。

### のりば
| 番線 | 路線    | 方向 | 行先               | 備考                     |
| ---- | ------- | ---- | ------------------ | ------------------------ |
| 1    | ■屋代線 | 上り | 綿内・屋代方面     | 早朝・深夜の当駅始発のみ |
| 1    | ■屋代線 | 下り | 信濃川田・須坂方面 | 早朝・深夜の当駅始発のみ |
| 2    | ■屋代線 | 上り | 綿内・屋代方面     |                          |
| 3    | ■屋代線 | 下り | 信濃川田・須坂方面 |                          |

付記事項
- 駅舎に一番近いホームが3番線である。

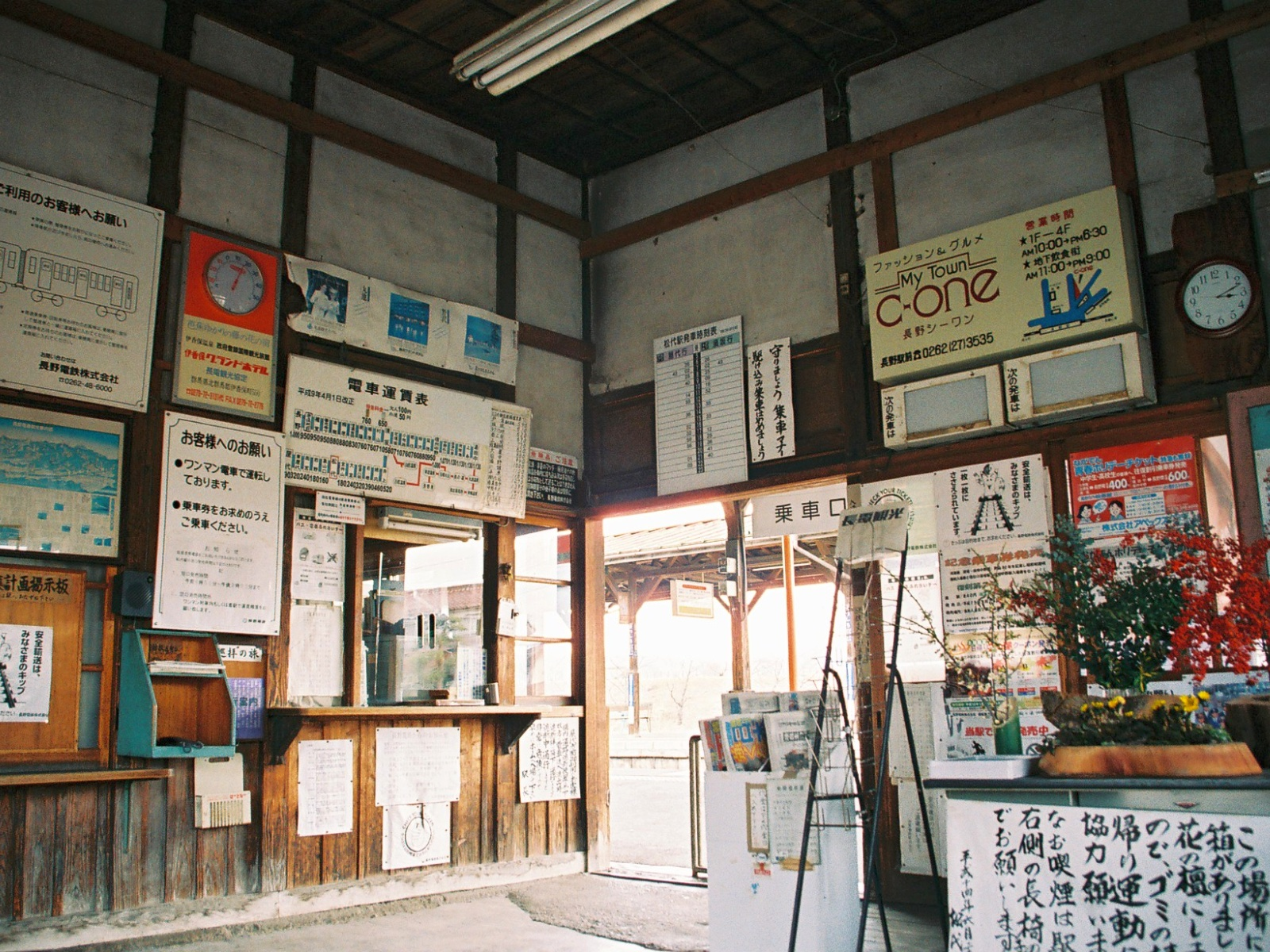
駅舎内部（2004年2月、改札口付近）
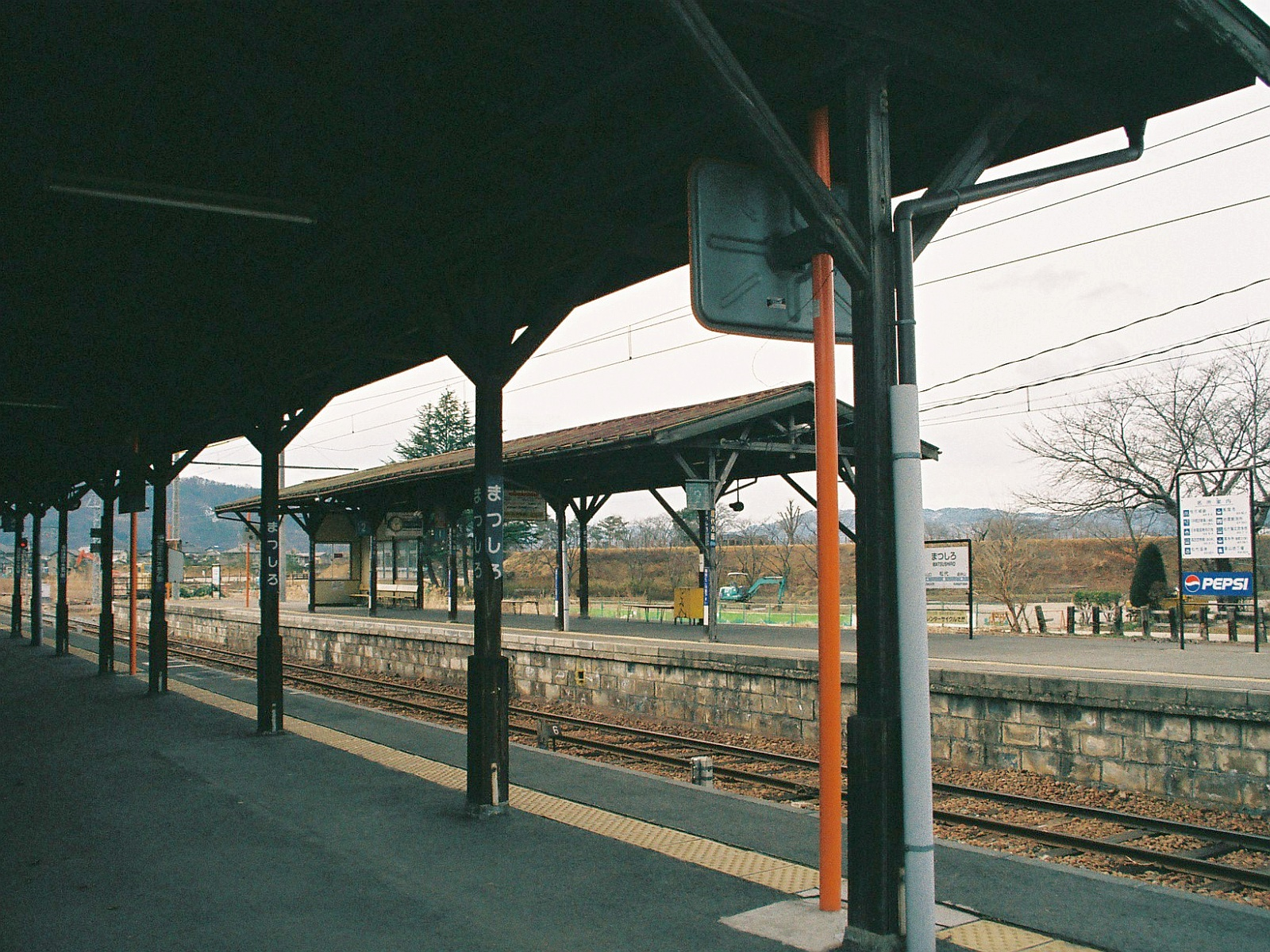
ホーム（2004年2月）
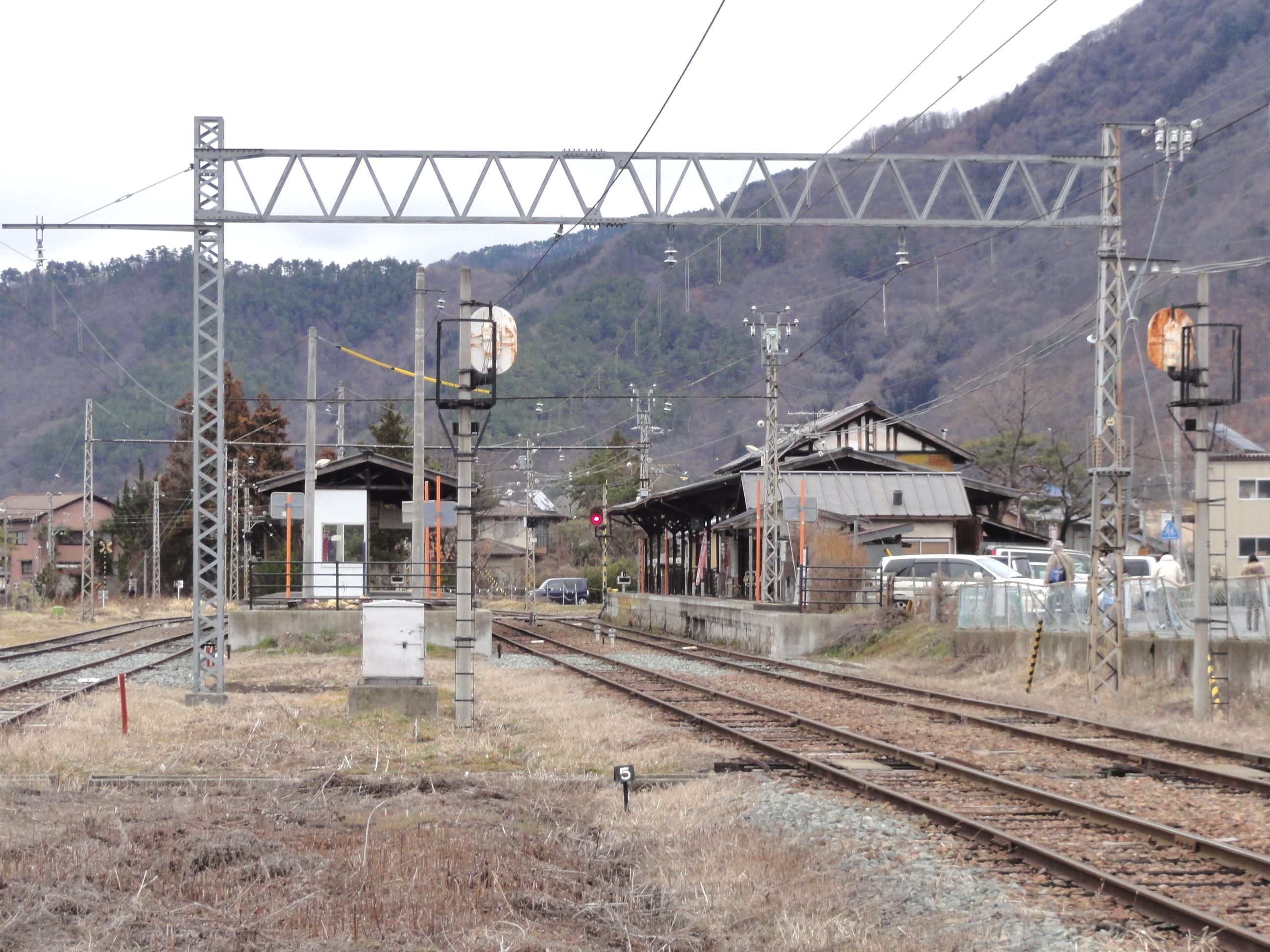
構内（2012年3月）
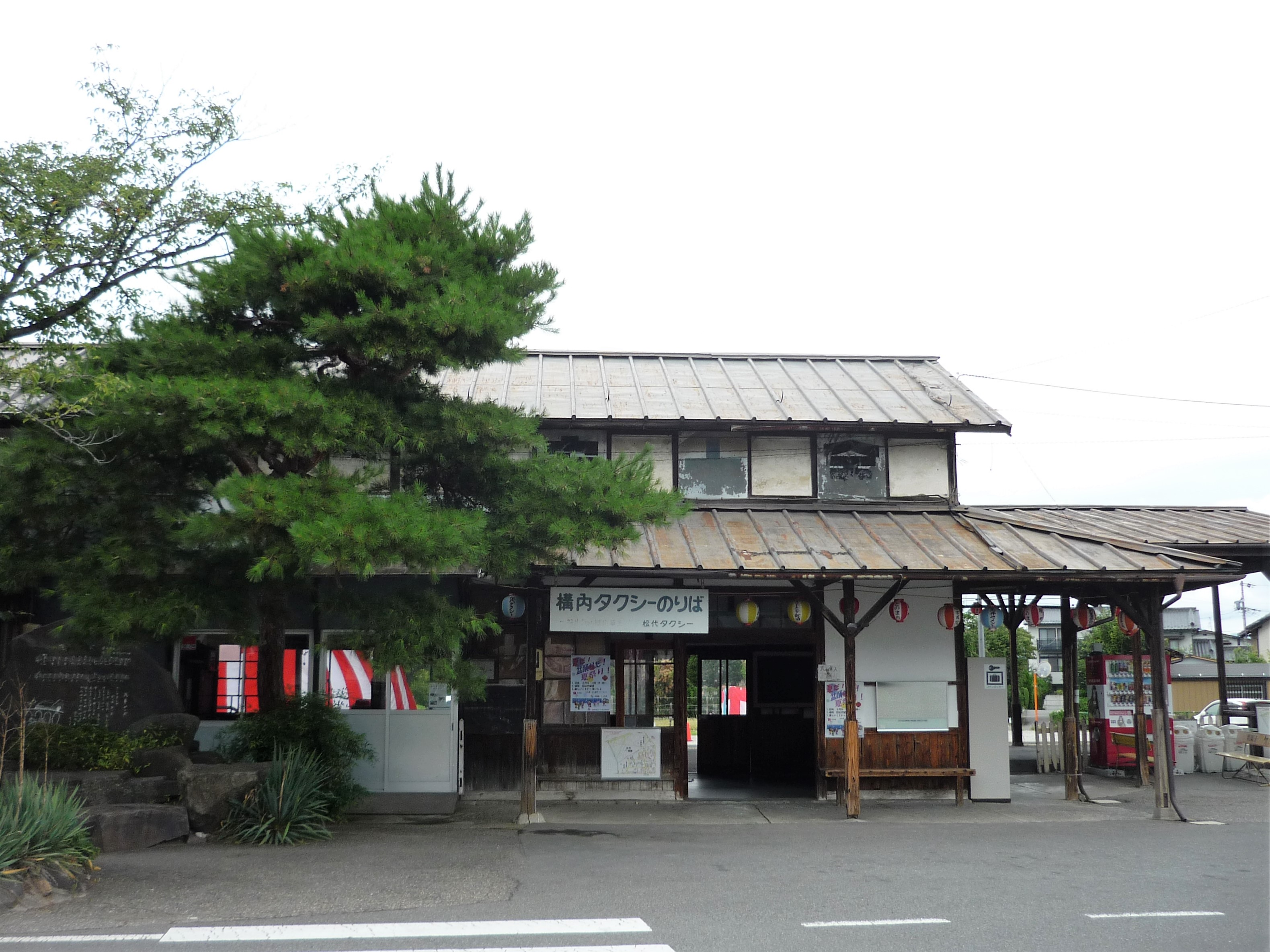
駅舎（2017年8月、路線廃止後）
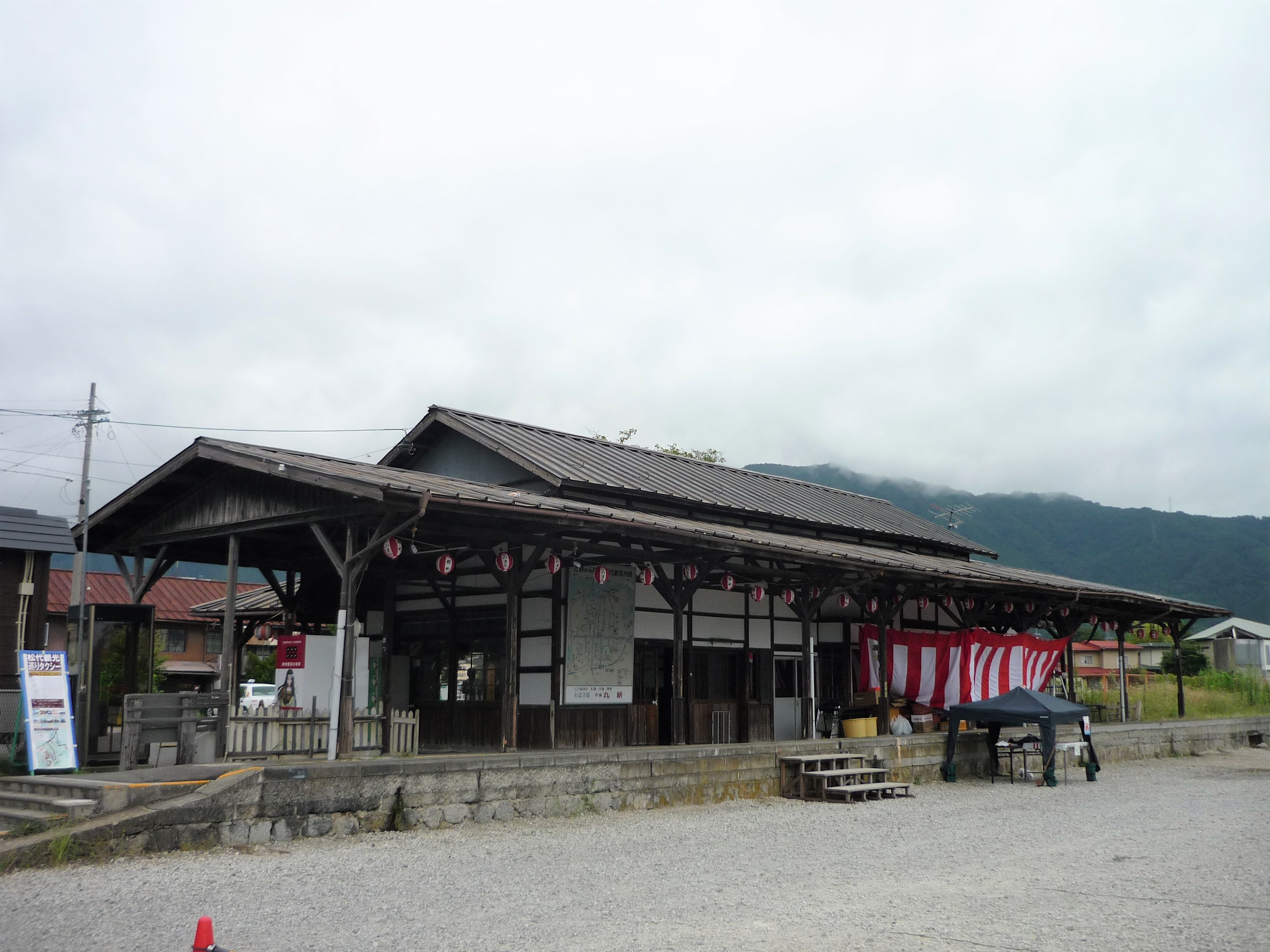
ホーム（2017年8月、路線廃止後）

## 利用状況
年間乗車人数及び1日あたり乗車人員は次のとおりであった。
- 2006年度　107,648人 ： 295人/日
- 2007年度　106,221人 ： 290人/日
- 2008年度　110,009人 ： 301人/日
- 2009年度　105,466人 ： 289人/日
- 2010年度　121,696人 ： 333人/日

## 駅周辺

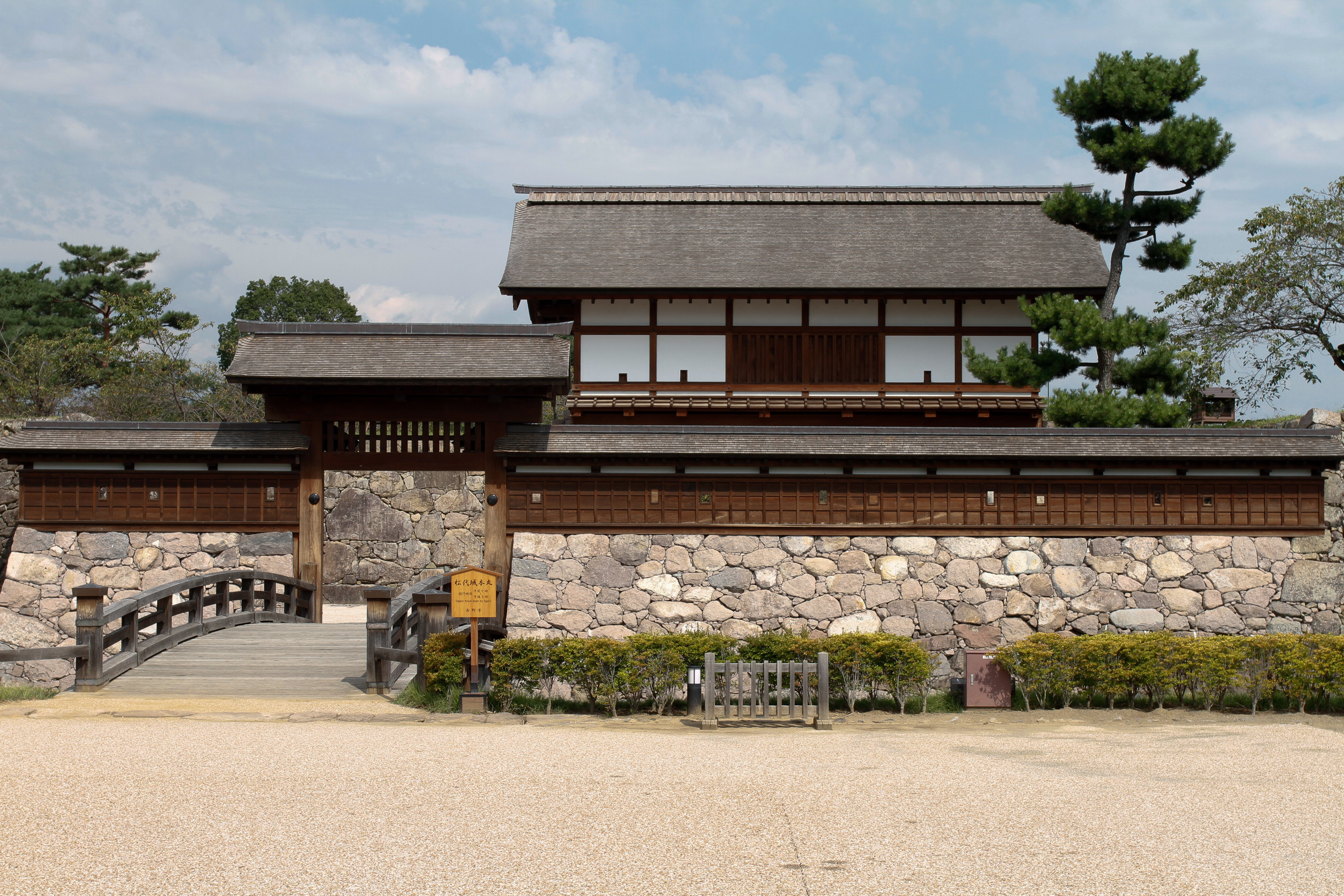
松代城址

- 松代城（海津城）址[1]
- 真田宝物館
- 文武学校
- 松代藩鐘楼
- 松代大本営跡
- 国道403号（谷街道）
- 池田満寿夫美術館
- 松代郵便局
- 長野市立松代中学校
- 長野市立松代小学校
- 長野松代総合病院
- 松代温泉（加賀井温泉）[1]

## 廃止後
代替バスの「松代駅」バス停は従来あるアルピコ交通の「松代駅」バス停の隣に設置された。松代地区内にある貴重な大正時代の建築物として、観光地と交通施設の両方で利用されている。そのためか、フリーWi-Fiが整備された。
駅の設備は屋代線廃止から1年ほど残ったが、以降は駅舎と駅舎側ホームを除いて全て解体・更地化されたのち松代城など観光用駐車場に転用された。
さらに近くで三日月池の復元工事も行われている。また、2022年から2023年の間に駅前にある松の木が枯れ、その後伐採された。
代替バスは旧駅前に発着しているほか、屋代線廃止以前からアルピコ交通による松代地区と長野市街地を結ぶバスの設定もある。
2022年にはCURIOUSの雑誌の表紙に選ばれ、2025年にはローカル路線バス乗り継ぎ対決旅　陣取り合戦　第15弾 in 長野に登場した。

### 解体の動きと住民の反対
長野市では2013年（平成25年）から2031年（令和13年）の間に旧松代駅跡地周辺環境整備事業を計画しており、周囲の道路の拡張計画に合わせて解体するとしている。
2022年には駅舎開業100周年を記念して、旧駅舎で式典が開かれた。今後は旧駅舎内でカフェを併設するなどの構想がある。
しかし、2025年4月24日、老朽化の問題で2025年度中に解体されると正式に発表された。この計画が実行されれば、旧屋代線での現存駅舎は旧信濃川田駅のみになる。
なお、2012年の長野電鉄旧屋代線活用基本構想では耐震診断を予定しており、2013年の長野市歴史的風致維持向上計画暫によると旧松代駅は旧松代駅舎保存活用事業の対象であり、この計画は2023年度版も同様であった。
2016年には有志による耐震性の調査がおこなわれ、構造上は問題ないと結論を下した。2025年の解体公表後に行われた市歴史的風致維持向上委員会委員による説明会でも、補強すれば耐震性は問題ないとしている。

## バス路線
駅前にアルピコ交通（長野支社）・長電バス・長野市乗合タクシー・ぐるりん号の松代駅停留所がある。
- アルピコ交通
  - 30 長野駅 - 県庁前 - 丹波島橋南 - 川中島古戦場  - 長野インター前 - 松代駅 - 松代高校
  - 48 長野駅 - 市役所前 - 文化学園前 - 綱島 - 金井山 - 松代駅 - 松代高校
  - 139 松代八十二銀行前 - 松代駅 - 松代温泉 - 赤柴上
- 長電バス
  - 屋代線代替バス 須坂駅 - 井上 - 若穂病院 - 川田駅 - 松代駅 - 岩野 - 屋代駅
- 長野市乗合タクシー
  - 大室線 松代駅 - 柴 - 金井山駅 - 大室駅 - （信濃川田駅）
  - 松代西条線 松代駅 → 象山記念館 → 地震観測所入口 → （入組南） → 青垣公園入口 → … → 松代駅
- 松代ぐるりん号
  - M 松代荘(M-01) - 信州松代ロイヤルホテル(M-03) - 長国寺入口(M-05) - 松代駅(M-08) - 松代藩文武学校(M-10) - 象山神社(M-12)

## 隣の駅
長野電鉄
■屋代線
象山口駅 (Y5) - 松代駅 (Y6) - 金井山駅 (Y7)